# Colceresa
Colceresa (pronuncia: Colcerèsa, Colcereza in veneto) è un comune italiano di 5 925 abitanti della provincia di Vicenza in Veneto. Si trova ai piedi dell'Altopiano dei Sette Comuni.
È stato istituito il 20 febbraio 2019, dalla fusione dei precedenti comuni di Mason Vicentino e Molvena.

## Origini del nome
Il nome del comune è stato scelto per ricordare il territorio collinare e uno dei suoi prodotti tipici, la ciliegia di Marostica (in veneto çerésa o çierésa).
Il toponimo era stato proposto già in occasione del primo tentativo di fusione nel 1980. In tempi più recenti è stato impiegato per indicare il percorso turistico Colceresa che si snoda lungo i sentieri collinari della zona.

## Storia
L'idea di una fusione tra i comuni di Mason Vicentino, Molvena e Pianezze fu concepita già verso la fine degli anni 1970. Il 13 aprile 1980, dopo aver ricevuto il via libera dalla giunta regionale, venne indetto un referendum per l'istituzione di un nuovo comune che già allora avrebbe dovuto chiamarsi Colceresa; la consultazione ebbe però esito negativo a causa della contrarietà dell'elettorato di Pianezze.
Il progetto è stato recuperato nel 2017 dalle amministrazioni dei comuni di Mason Vicentino e Molvena - l'amministrazione di Pianezze si era detta ancora contraria alla fusione, seppur disponibile a continuare convenzioni e collaborazioni con il nuovo comune. Dopo l'approvazione da parte del Consiglio regionale del Veneto, il 16 dicembre 2018 si è tenuto un referendum consultivo che ha visto la vittoria dei favorevoli con il 75,1% dei voti (nello specifico, il 75,7% a Molvena e il 74,6% a Mason), pur con un'affluenza piuttosto bassa (36,8%).
L'istituzione del comune è stata formalizzata dalla Legge Regionale n. 10 del 18 febbraio 2019.
Il 19 novembre 2020 è stata inaugurata l'uscita Colceresa dell'autostrada Superstrada Pedemontana Veneta nel territorio.

### Simboli
Lo stemma e il gonfalone del comune di Colceresa sono stati concessi con decreto del presidente della Repubblica del 13 febbraio 2020.
Lo scudo riunisce, uno sull'altro, elementi degli emblemi dei due precedenti comuni: lo stemma di Mason Vicentino era troncato di oro e di azzurro: nel primo alle due stelle di azzurro; nel secondo alla stella d'oro, quello di Molvena era d'azzurro, al bacile con fontana d'argento, zampillante acqua al naturale, accompagnata in capo da tre stelle a sei raggi d'argento, ordinate in fascia.
Il gonfalone è un drappo di bianco bordato d'azzurro.

## Società

### Evoluzione demografica
Abitanti censiti

## Amministrazione

### Sindaci
Nel 2019 è stato eletto come primo sindaco del nuovo comune, Enrico Costa, a capo della lista civica "Siamo Colceresa" con il 69,64% dei voti.

### Gemellaggi
- Louvigny, dal 2001[8]
- Saint-Germain-la-Blanche-Herbe, dal 2002

## Sport
Tra le associazioni sportive più attive sul territorio comunale si segnala l'ASD Pattinaggio Artistico MVM Molvena-Mason e l'ASD Colceresa Calcio, che milita attualmente in Prima categoria  dopo la vittoria del campionato nella stagione 2021-2022. Uno degli sport più praticati è il ciclismo: risultano residenti a Colceresa gli ex-ciclisti professionisti Gianni Faresin, Serhij Hončar e Enrico Battaglin.